# David Card
David Card (Guelph, 1956 –) kanadai-amerikai munkaügyi közgazdász, a Berkeley-i Kaliforniai Egyetem közgazdászprofesszora. 2021-ben neki ítélték a közgazdasági Nobel-emlékdíjat „a munkaügyi közgazdaságtanhoz való empirikus hozzájárulásáért” (Joshua Angristtal és Guido Imbensszel megosztva).

## Tudományos munkássága
Az 1990-es évek elején Card nagy figyelmet kapott akkori princetoni egyetemi kollégájával, Alan B. Kruegerrel közösen tett megállapításáért, miszerint a közgazdászok körében széles körben elfogadott vélekedéssel ellentétben a New Jersey-i minimálbér-emelés nem eredményezte a gyorséttermi cégek munkahelyeinek csökkenését az államban.. Bár a kutatás módszertanát és eredményét is egyesek vitatták, sok közgazdász, köztük Joseph Stiglitz és Paul Krugman is,  elfogadja Card és Krueger megállapításait.
David Card a bevándorlás, az oktatás, a munkahelyi képzés és az egyenlőtlenségek kutatásához is alapvetően hozzájárult. Card munkáinak nagy része az Egyesült Államok és Kanada különböző helyzetekben történő összehasonlítására összpontosít. A bevándorlással kapcsolatban Card kutatásai kimutatták, hogy az új bevándorlók gazdasági hatása minimális. Card több esettanulmányt is készített a bevándorlócsoportok gyors asszimilációjáról, és megállapította, hogy a bevándorlók alig vagy egyáltalán nem befolyásolják a béreket. A The New York Timesnak adott interjújában Card azt mondta: "Őszintén szólva úgy gondolom, hogy a gazdasági érvek [a bevándorlás ellen] másodrendűek. Szinte lényegtelenek." 
Annak ellenére, hogy Card időnként erősen politikai vonatkozású kérdéseket kutat, nyilvánosan nem foglal állást politikai kérdésekben, és nem tesz politikai javaslatokat. Mindazonáltal munkásságát rendszeresen idézik a bevándorlás és a minimálbér növelésére vonatkozó jogszabályok támogatására.

## Pályafutása
Card 1978-ban a Queen's University-n szerzett alapdiplomát, majd 1983-ban a Princeton University-n közgazdaságtanból doktorált, miután Orley Ashenfelter felügyelete alatt elkészítette doktori disszertációját "Indexálás hosszú távú munkaszerződésekben" címmel.
Card pályafutását a University of Chicago Graduate School of Business-en kezdte, ahol 1982 és 1983 között az üzleti gazdaságtan adjunktusa volt. 1983-tól 1997-ig a Princetoni Egyetem tanára volt, majd átment a Berkeley Egyetemre.
Card 1988 és 1992 között a Journal of Labor Economics társszerkesztője, 1993 és 1997 között pedig az Econometrica társszerkesztője volt. 2002 és 2005 között a The American Economic Review társszerkesztője volt.

## Díjak
1995-ben megkapta a John Bates Clark Medal kitüntetést, amelyet "annak a negyven év alatti amerikai közgazdásznak ítélnek oda, aki a legjelentősebb mértékben járult hozzá a közgazdasági gondolkodáshoz és ismeretekhez". 2009-ben San Franciscóban ő tartotta az Amerikai Gazdasági Társaság Richard T. Ely-előadását. Egy 2011-es közgazdászprofesszorok körében végzett felmérés szerint Card az ötödik kedvenc élő közgazdászuk 60 év alatt. 2014-ben N. Gregory Mankiw-val együtt az Amerikai Közgazdasági Társaság alelnökévé választották.
Richard Blundell-lel együtt megkapta a 2014-es BBVA Foundation Frontiers of Knowledge Award in Economics, Finance and Management kategóriában a zsűri indoklása szerint "az empirikus mikroökonómiához való hozzájárulásukért". "Fontos empirikus kérdések által motiválva megfelelő ökonometriai modelleket dolgoztak ki és becsültek meg, jelentős módszertani hozzájárulást nyújtva ezzel. Mindketten ismertek az intézményi részletekre fordított figyelmükről, a gondos és innovatív kutatási tervezésről, az ökonometriai eszközök szigorú alkalmazásáról és az eredmények szenvedélytelen közléséről"."
Cardot 2021-ben az Egyesült Államok Nemzeti Tudományos Akadémiájának tagjává választották. 2021-ben Card elnyerte a közgazdasági Nobel-díjat.

## Fordítás
- Ez a szócikk részben vagy egészben  a   David Card című angol Wikipédia-szócikk fordításán alapul.  Az eredeti cikk szerkesztőit annak laptörténete sorolja fel. Ez a jelzés csupán a megfogalmazás eredetét és a szerzői jogokat jelzi, nem szolgál a cikkben szereplő információk forrásmegjelöléseként.